# Orlando Letelier
Orlando Letelier Del Solar (født 13. april 1932, død 21. september 1976) var en chilensk politiker og økonom, der var medlem af Salvador Allendes regering fra 1970 til 1973.
I 1971 blev Letelier udnævnt til ambassadør i USA af præsident Salvador Allende. I 1972 fungerede han som udenrigsminister og senere forsvarsminister.
Efter militærkuppet 11. september 1973 blev Letelier deporteret til en koncentrationslejr på øen La Isla Dawson i Ildlandet, hvor han blev tortureret. Efter frigivelsen flygtede han til USA, hvor han arbejdede på at genskabe det chilenske demokrati. Letelier blev snigmyrdet i Washington af en bilbombe anbragt af agenter fra DINA, det chilenske militærdiktaturs hemmelige politi, der også fungerede som en slags højreorienteret terrorgruppe, der henrettede chilenske venstreorienterede.